# Acalypha mollis
Acalypha mollis är en törelväxtart som beskrevs av Carl Sigismund Kunth. Acalypha mollis ingår i släktet akalyfor, och familjen törelväxter. Inga underarter finns listade i Catalogue of Life.